# الکسی دمیتریویچ سالتیکوف
شاهزاده آلکسی دیمیتریویچ سالتیکوف (۱۸۵۹–۱۸۰۶) هنرمند و سیاح روسی که به ایران ایران و هند سفر کرد بود. او نوه شاهزاده نیکولای سالتیکوف بود.

## خانواده
شاهزاده الکسیس سولتیکوف، در ۱ فوریه ۱۸۰۶ در سن پترزبورگ از شاهزاده دیمیتری نیکولایویچ سالتیکوف (۱۷۶۷–۱۸۲۶) و آنا نیکولائونا لئونتیوا (۱۷۷۶–۱۸۱۰) به دنیا آمد؛ او سه برادر بزرگتر داشت. شاهزادگان ایوان (۱۷۹۷–۱۸۳۲)، پتر (حدود ۱۸۰۴–۱۸۸۹) و ولادیمیر (حدود ۱۷۹۹–۱۸۳۵) و یک خواهر بزرگتر پرنسس ماریا (۱۷۹۵–۱۸۲۳). نام سولتیکوف یکی از معتبرترین نام‌ها در روسیه بود.
پدر الکسیس دیمیتری دو برادر داشت: الکساندر (۱۷۷۵–۱۸۳۷) و سرگئی (۱۷۷۶–۱۸۲۸). این سه پسر، پسران ژنرال معروف نیکولای ایوانوویچ سالتیکوف (۳۱ اکتبر ۱۷۳۶–۲۴ مارس ۱۸۱۶) و ناتالیا ولادیمیرونا دولگوروکایا (۱۷۳۷–۱۸۱۲) بودند.
الکسیس در سن پترزبورگ بزرگ شد و در سن هجده سالگی به خدمات دیپلماتیک در هیئت دولتی امور خارجی روسیه در مسکو پیوست. در سن ۲۳ سالگی با سرویس خارجی روسیه، ابتدا در قسطنطنیه، سپس آتن، پس از آن لندن، فلورانس، رم و تهران همراه بود. در سال ۱۸۴۰ الکسیس بازنشسته شد و به پاریس رفت و در آنجا سفرهای خود را به هند برنامه‌ریزی کرد. او در نهایت دو سفر به آنجا انجام داد (۱۸۴۱–۱۸۴۳ و ۱۸۴۴–۱۸۴۶). در سال ۱۸۴۹ منتخبی از نامه‌های خود را به زبان فرانسه به همراه نقاشی‌هایش منتشر کرد که در اروپا به نام «Lettres sur L'Inde» شناخته شد. در سال ۱۸۵۱ این کتاب به روسی ترجمه شد و فوراً به موفقیت دست یافت: این کتاب واقعاً خوانندگان روسی را مجذوب خود کرد. این نقاشی‌ها به‌طور جداگانه در لندن در سال ۱۸۵۹ با عنوان «طراحی در محل» منتشر شد.

## سفر به ایران
الکسی در سال ۱۸۲۸م. مطابق با ۱۲۵۵–۱۲۵۳ق. و ۱۲۱۶ و ۱۲۱۷ش. در زمان سلطنت محمد شاه قاجار به ایران سفر کرد. خاطرات سفر او به ایران تحت عنوان «مسافرت به ایران» توسط محسن صبا به فارسی ترجمه شده و برای اولین بار در سال ۱۳۳۶ توسط شرکت انتشارات علمی فرهنگی منتشر شده‌است.

## نگارخانه

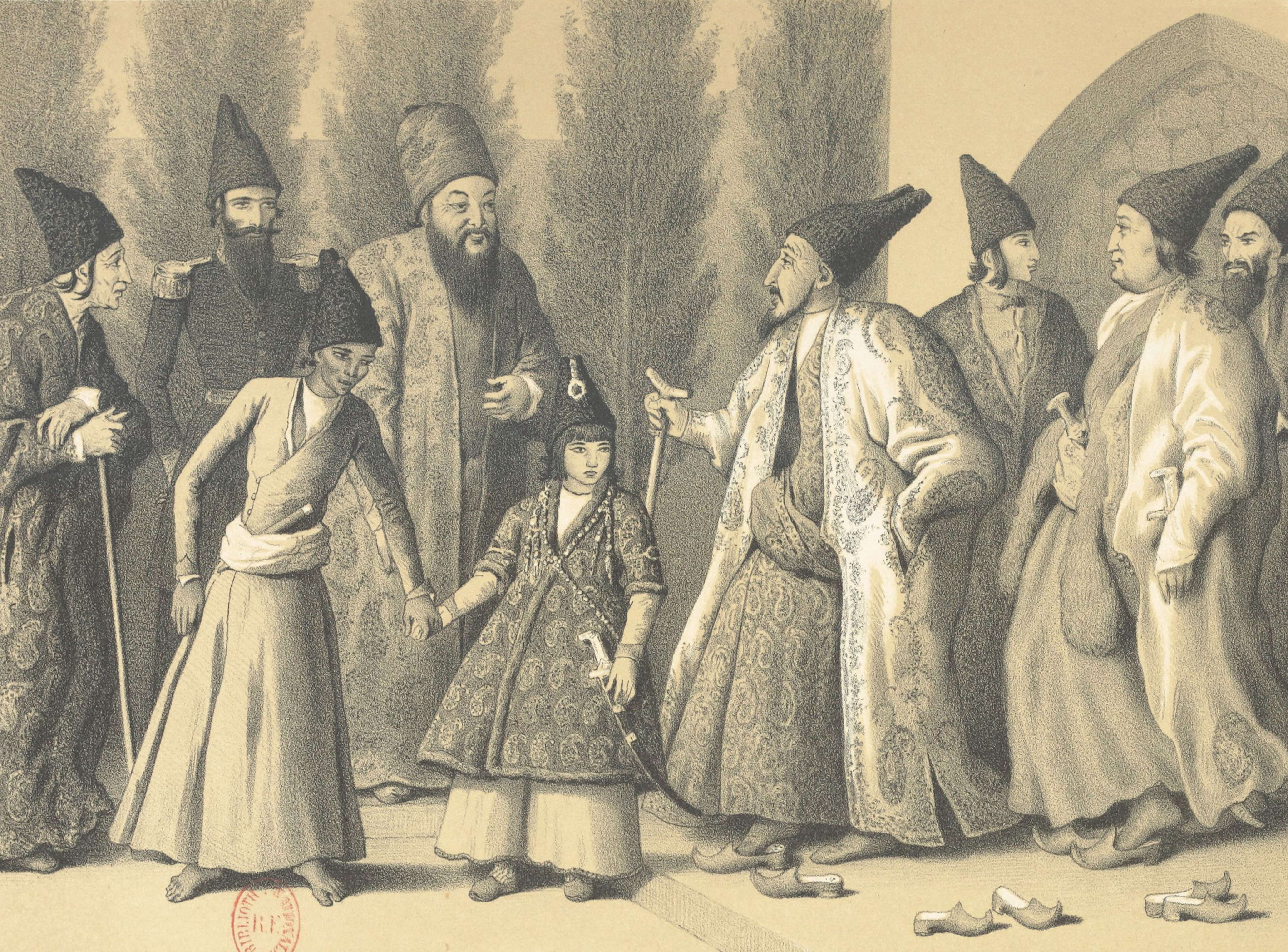
عباس‌میرزا ملک‌آرا به همراه لَله‌باشی رضاقلی‌خان هدایت، حاجی میرزا آقاسی و میرزا ابوالحسن خان ایلچی، اثر الکسی دمیتریویچ سالتیکوف؛ منتشر شده در ۱۸۵۰
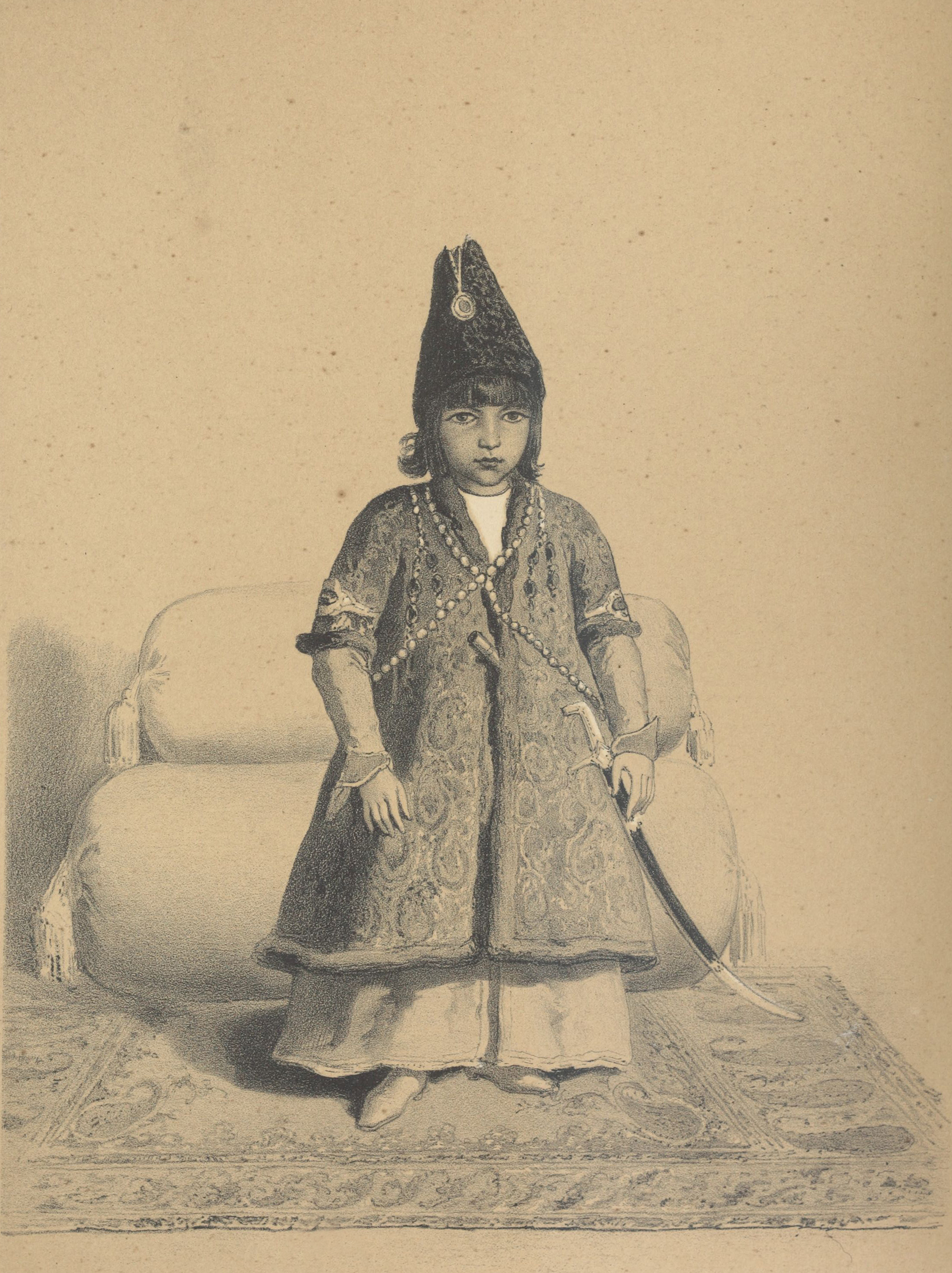
تک‌چهره عباس‌میرزا مُلک‌آرا، اثر الکسی دمیتریویچ سالتیکوف؛ منتشر شده در ۱۸۵۰